# Адами, Павел
Павел Адами (9 июля 1739, Тренчин — 11 ноября 1814, Вена) — австрийский ветеринар, преподаватель, научный писатель. По национальности был словаком. Специализировался на болезнях рогатого скота, в первую очередь по чумным инфекциям.
Первоначально изучал право, затем медицину в Венском университете, где в 1766 году получил степень доктора медицины. В 1767 году переехал в хорватские владения Австрийской империи, где работал в качестве государственного врача-ветеринара и боролся с эпидемиями инфекционных заболеваний у сельскохозяйственных животных. В 1775 году возвратился в Вену и начал преподавать санитарию на медико-хирургическом факультете в Венском университете, получив звание профессора; преподавал до 1780 года. В 1803 году переехал в Краков, где до 1809 года (до включения Кракова в состав Герцогства Варшавского) преподавал в Ягеллонском университете; там же написал учебник ветеринарной эпидемиологии, использовавшийся в польских землях на протяжении длительного времени. Затем вернулся в Вену; вышел в отставку в 1812 году. Его учеником был Адам Рудницкий, считающийся основоположником польской ветеринарной науки. Написал ряд научных трудов.